# Archimede Pitagorico in Il pifferaio magico di Paperopoli
Archimede Pitagorico in Il pifferaio magico di Paperopoli (The Pied Piper of Duckburg) è una storia a fumetti della Disney realizzata da Carl Barks e da Don Rosa.

## Storia editoriale
Barks scrisse la sceneggiatura e realizzò le prime tre tavole a matita senza mai completarla; nel 1989 Don Rosa inchiostrò le tavole realizzate da Barks e poi ne realizzò altre 5 per concludere il racconto. Venne pubblicata per la prima volta negli Stati Uniti su Uncle Scrooge Adventures n. 21.
Daan Jippes ha continuato la storia originale di Barks con una sua versione personale aggiungendo sei tavole.

## Trama
Archimede viene incaricato da Paperone di sbarazzarsi dei topi che si trovano nel suo ufficio. Archimede inventa allora un formaggio portentoso che attira tutti i topi di Paperopoli. L'inventore, non avendo la licenza per far saltare il ponte oltre il quale si trovano i topi, torna da Paperone, portandosi però dietro il formaggio. Per disfarsene lo butta nelle tubature, ma i topi, per raggiungerlo, rosicchiano tutta la collina Ammazzamotori.